# A Most Wanted Man (filme)
O Homem mais Procurado (A Most Wanted Man) é um filme de suspense e espionagem britânico de 2014, baseado no romance homônimo de John le Carré, dirigido por Anton Corbijn e escrito por Andrew Bovell. O filme é estrelado por Philip Seymour Hoffman, Rachel McAdams, Willem Dafoe, Robin Wright, Daniel Brühl e Nina Hoss. Estreou no Festival de Sundance de 2014 e competiu na seção principal competição do 36° Festival Internacional de cinema de Moscou e o 40º Deauville American Film Festival.

## Elenco
- Philip Seymour Hoffman como Günther Bachmann
- Rachel McAdams como Annabel Richter
- Willem Dafoe como Tommy Brue
- Robin Wright como Martha Sullivan
- Grigoriy Dobrygin como Issa Karpov
- Derya Alabora como Leyla
- Daniel Brühl como Max
- Nina Hoss como Erna Frey
- Herbert Grönemeyer como Michael Axelrod
- Martin Wuttke como Erhardt
- Kostja Ullmann como Rasheed
- Homayoun Ershadi como Dr. Faisal Abdullah
- Mehdi Dehbi como Jamal Abdullah
- Vicky Krieps como Niki
- Rainer Bock como Dieter Mohr
- Charlotte Schwab

## Produção
Em julho de 2013, a Lionsgate adquiriu os direitos de distribuição do filme nos Estados Unidos. As filmagens tiveram lugar em Hamburgo, na Alemanha, em setembro de 2012.

## Comercialização e lançamento
Em 11 de abril de 2014, o primeiro trailer do filme foi lançado. Um novo trailer para o Reino Unido foi revelado em 30 de junho do mesmo. Em 25 de julho de 2014, o filme recebeu um lançamento limitado nos Estados Unidos, começando com 361 salas de cinema e mais tarde expandindo-se largamente. Até o momento teve uma receita de 31 554 855 de dólares.